# Luis Muñoz de Guzmán
Luis Muñoz de Guzmán y Montero de Espinosa (Sevilla, 1735—Santiago, 11 de febrero de 1808) fue un oficial de marina español quien llegó a ser presidente de la Real Audiencia de Quito y Gobernador Real de Chile. Fue uno de los gobernadores españoles más importantes que presidieron el Reino de Chile, dado que en su gobierno florecieron notablemente la cultura, las artes y se realizaron innumerables obras públicas.

## Carrera naval y política
Fue un destacado oficial de marina de la Real Armada Española. Participó en el sitio de Melilla (1774) y luego en los conflictos de España con los portugueses en el Brasil (1777). En 1779 tomó parte en las acciones contra las naves inglesas en el asedio a Gibraltar, mérito que le valió ser ascendido a capitán de navío. En 1791, el Rey de España le nombró presidente de la Real Audiencia de Quito, cargo que desempeñó hasta 1796, cuando renunció. Luego se estableció en Lima. Ahí estaba en 1801, cuando recibió la noticia de su nombramiento como Gobernador de Chile, que asumió en enero de 1802.

## Gobernador de Chile
Se caracterizó por los adelantos en materia de obras públicas. Muñoz de Guzmán ordenó empedrar las calles de la ciudad de Santiago, y le correspondió inaugurar varias obras públicas que habían sido iniciadas en mandatos anteriores, tales como el edificio de la Casa de Moneda de Chile (actual sede de la Presidencia de la República), el Palacio de la Real Audiencia (hoy sede del Museo Histórico Nacional) y las Cajas Reales. En el mismo campo ordenó la construcción en Santiago del Canal San Carlos, obra que quedó inconclusa en 1804. En materia de salud, bajo su gobierno se empezó a utilizar la vacuna contra la viruela (1805), enfermedad que en esa época era mortal.

## Particular estilo de gobierno
Sin duda lo que más ganó el corazón de los chilenos fue su peculiar estilo de gobierno. Luis Muñoz de Guzmán estaba casado con Luisa Esterripa, una notable dama de honor de la Reina de España. Ambos gozaban de una alta reputación en materias culturales y musicales. El palacio del gobernador se abrió a la alta sociedad santiaguina de la época y la pareja frecuentaba las más distinguidas residencias de la capital. A instancias del gobernador se fundó una sociedad de literatos. Doña Luisa, por su parte, promovió en Chile el teatro y la música, así como otras costumbres, como los viajes a la playa en verano.